# Museu Faller de Gandia
El Museu Faller de Gandia és un museu dedicat a la interpretació de la festa de les falles amb seu a Gandia.

## Història
El museu va ser fundat el 12 d'agost de 2008, per iniciativa de la Federació d'Associacions Culturals Falleres de Gandia, coneguda com a Junta Local Fallera.
La construcció de l'edifici va ser finançada entre l'Ajuntament, que va assumir mitjançant un conveni el 49% del cost de l'edifici, mentre que les comissions falleres gandianes assumien el 51% restant. Els problemes de pagaments van fer que el 2016 s'ampliés el termini del finançament de 10 a 20 anys. El 22 d'abril de 2021, els 1,8 milions d'euros de deute pendent van ser assumits per l'Ajuntament, que va esdevenir propietari de l'edifici.
El 2012, la Conselleria de Turisme, Cultura i Esport, a través de la Direcció General de Patrimoni Cultural, va reconèixer al Museu Faller de Gandia la condició de Museu de la Comunitat Valenciana, la qual cosa implicava tenir unes instal·lacions adequades per a la conservació i custòdia de els seus fons, així com per donar servei a investigadors i permetre la visita del públic.

## Continguts
El museu explica d'una manera general la festa de les falles, amb èmfasi a les de la ciutat de Gandia però sense limitar-s'hi. Fa un recorregut històric general sobre l'origen de la festa. Es tracten tots els temes que envolten l'activitat fallera, com la indumentària, la pirotècnia, la literatura fallera, la música tradicional (albaes) i de banda, l'associacionisme faller, i els cadafals, tant les escenes com el procés de constructiu de la falla.
El museu presenta ninots de falla, Indumentària valenciana tradicional, joies vinculades a la festa, llibres i llibrets, instruments musicals tradicionals i mostres d'elements pirotècnics.

## Seu
El museu ocupa part d'un edifici construït a l'afecte al carrer de Sant Martí de Porres 29, a la ciutat de Gandia.
Es va construir a una parcel·la de 3000 metres quadrats cedida per l'Ajuntament de Gandia. La superfície construïda, 4500 metres, està repartida en tres plantes. El museu ocupa 400 metres. La resta de l'edifici acull el centre de documentació fallera, els despatxos administratius de la Federació de Falles i altres instal·lacions diverses (cafeteria, salons, vestíbuls) que poden llogar-se a altres usuaris per a les seues activitats. El conjunt inclou un aparcament.